# Piotr Bardowski

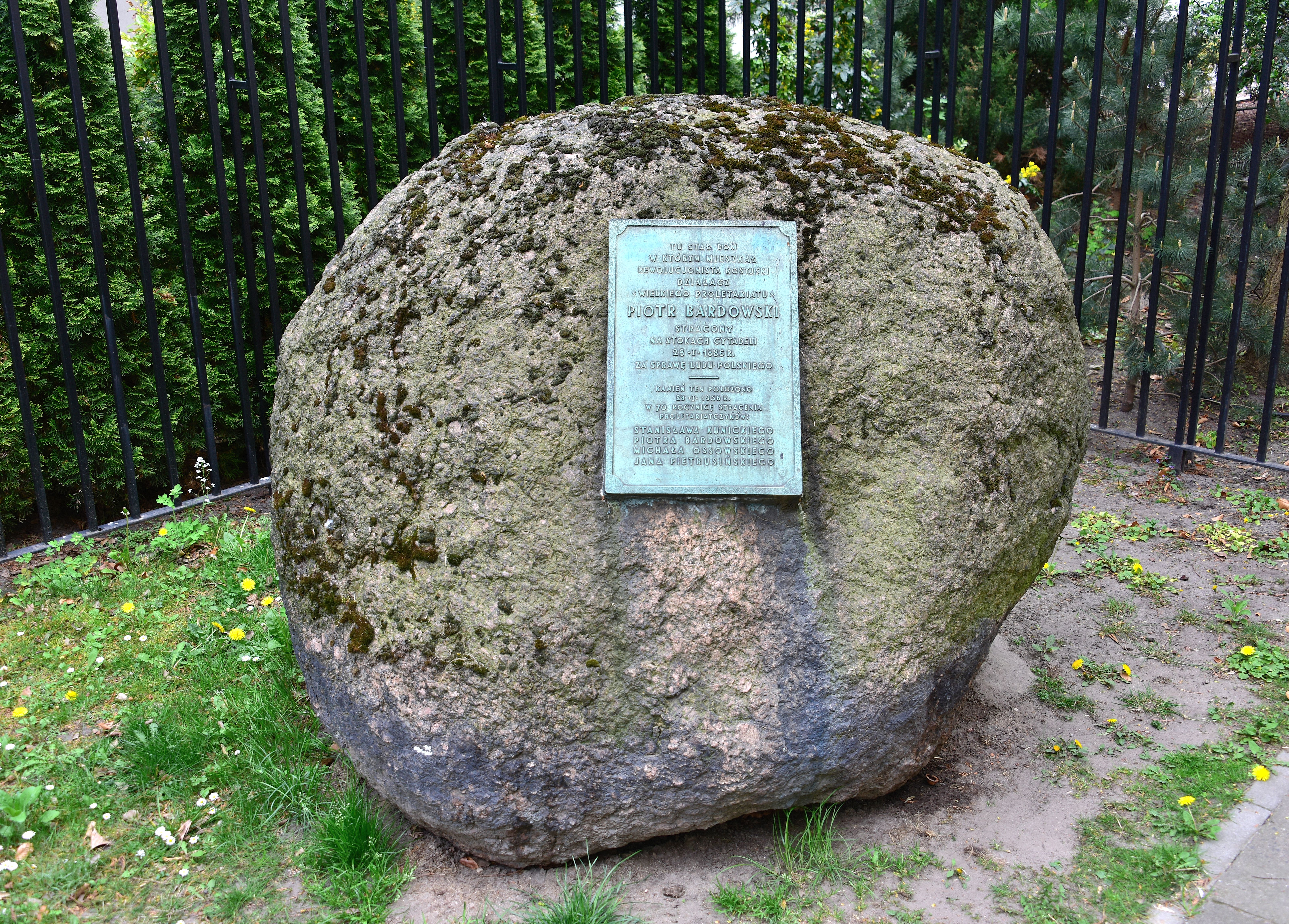
Głaz z tablicą upamiętniającą Piotrowa Bardowskiego przy ul. Konwiktorskiej w Warszawie

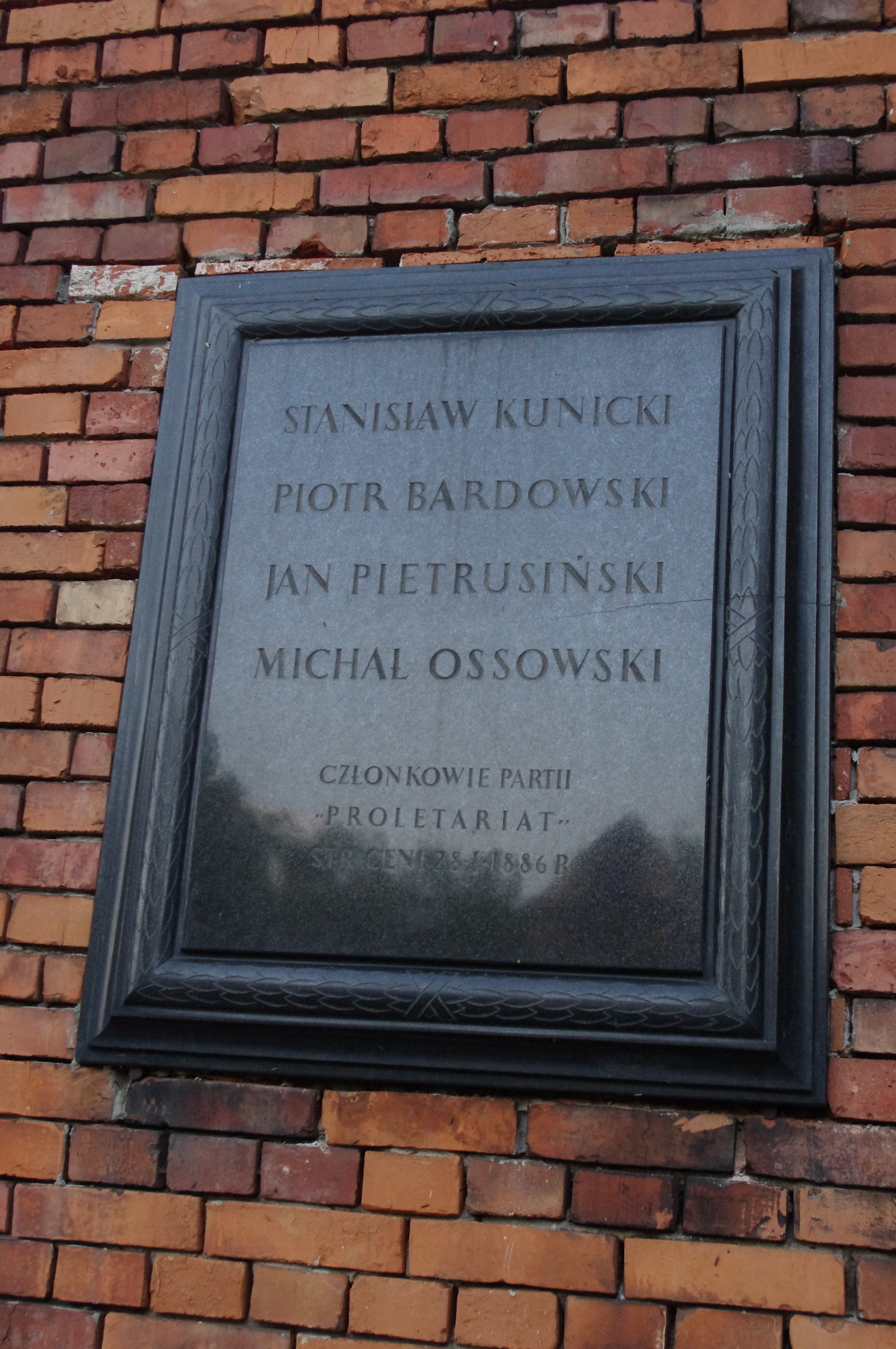
Tablica wmurowana w ścianę Cytadeli Warszawskiej tuż za szczątkami szubienicy, na której w okresie zaborów ginęli bojownicy o wyzwolenie narodowe i przemiany społeczne. Tablica upamiętnia członków partii I Proletariat, straconych 28 stycznia 1886 r.,: Stanisława Kunickiego, Piotra Bardowskiego, Jana Pietrusińskiego i Michała Ossowskiego

Piotr W. Bardowski, ps. „Jeż”, „Miłkowski”, „Rosjanin” (ur. 1846 w Sankt Petersburgu, zm. 28 stycznia 1886 w Warszawie) – sędzia pokoju, rosyjski działacz ruchu rewolucyjnego, współpracownik Pierwszego Proletariatu i Narodnej Woli.

## Życiorys
Urodził się w rodzinie szlacheckiej. W 1866 ukończył studia na wydziale prawa uniwersytetu w Sankt Petersburgu. Po ukończeniu studiów, do 1875 pracował w Petersburgu jako pomocnik sekretarza, a następnie jako sekretarz Komisji Likwidacyjnej I Wydziału, 3 Departamentu Senatu Rządzącego. W tym czasie pozostawał pod wpływem narodników. Jego brat Grigorij był znanym obrońcą narodników w głośnych procesach politycznych.
W 1875 roku, na własne życzenie przeszedł do pracy sądowniczej. Przybył do Płocka jako sędzia sądu okręgowego. Popadł w konflikt z miejscowym oddziałem żandarmerii ponieważ wraz z innymi pracownikami sądu wysłał kondolencje rodzinie zmarłego radykalnego pisarza i poety Nikołaja Niekrasowa.
W 1880 roku został przeniesiony do Warszawy, gdzie został sędzią pokoju pierwszego cyrkułu. Zajmowane stanowisko pozwoliło mu na wypełnianie roli łącznika między środowiskami rewolucyjnymi w armii rosyjskiej stacjonującej w Królestwie kongresowym a działaczami ruchu Narodnaja Wola w Rosji. Poprzez sędziego pokoju Michaiła Dobrowolskiego, wraz z żoną Natalią Poll nawiązał współpracę z Socjalno-Rewolucyjną Partią „Proletariat”. Od 1883 jego mieszkanie służyło jako lokal partyjny.
W jego mieszkaniu znajdowały się sekretariat i archiwum partii. Z ramienia Komitetu Centralnego założył kółko rewolucyjne wśród oficerów twierdzy modlińskiej. Był autorem „Odezwy do oficerów”, oraz artykułu w 5 numerze pisma „Proletaryat”.
W kwietniu 1884 roku policja wpadła na trop lokalu konspiracyjnego. Od tej pory był śledzony. Został zadenuncjowany przez chorego psychicznie Agatona Zagórskiego, wskutek czego dokonano u niego 10 lipca 1884 roku rewizji znajdując szereg nielegalnych wydawnictw, listy składek oraz pisany jego ręką list do żołnierzy. Wskutek zasadzki w jego mieszkaniu, aresztowano Stanisława Kunickiego, Zofię Płaskowicką-Dziankowską i M. Formińskiego. Na wniosek prokuratora z 12 marca 1885 został przekazany sądowi wojskowemu.
Podczas procesu 29 działaczy I Proletariatu, wyrokiem z 20 grudnia 1885 roku skazany na karę śmierci (najpoważniejszym oskarżeniem było autorstwo rewolucyjnej odezwy do oficerów rosyjskich) i 28 stycznia 1886 roku stracony razem z Janem Pietrusińskim, Stanisławem Kunickim i Michałem Ossowskim na stokach Cytadeli Warszawskiej.

## Upamiętnienie
- Głaz z tablicą pamiątkową ustawiony w 1956 w miejscu, w którym stał dom, w którym mieszkał Piotr Bardowski (ulica Konwiktorska przy ul. Zakroczymskiej)[5].
- Nazwisko Piotra Bardowskiego widnieje na tablicy odsłoniętej w 1952 na murze obok Bramy Straceń w Cytadeli Warszawskiej[6].